# Vanadi(II) iodide
Vanadi(II) iodide là một hợp chất vô cơ, một muối của vanadi và axit iothydric có công thức VI2, tinh thể đỏ tím, phản ứng với nước khi khan.

## Điều chế
Phân hủy vanadi(III) iodide bằng cách đun nóng sẽ tạo ra muối:
{\displaystyle {\mathsf {2VI_{3}\ \xrightarrow {280^{o}C} \ 2VI_{2}+I_{2}}}}

## Tính chất vật lý
Vanadi(II) iodide tạo thành tinh thể màu đỏ tím khi khan. Nó thuộc hệ tinh thể ba phương, nhóm không gian P 3m1, các hằng số mạng tinh thể a = 0,4 nm, c = 0,667 nm, Z = 1.
Trong chân không nó thăng hoa ở 800 °C (1.470 °F; 1.070 K).
Nó ít tan trong etanol, benzen, cacbon tetrachloride, cacbon đisulfide.
Nó tạo ra tinh thể ngậm nước VI2·nH2O (n = 4, 6).

## Tính chất hóa học
- Nó bị phân hủy khi đun nóng trong chân không:

{\displaystyle {\mathsf {VI_{2}\ \xrightarrow {1400^{o}C} \ V+I_{2}}}}
- Nó bị oxy hóa bằng cách đun nóng trong không khí:

{\displaystyle {\mathsf {4VI_{2}+5O_{2}\ \xrightarrow {500^{o}C} \ 2V_{2}O_{5}+4I_{2}}}}

## Hợp chất khác
VI2 còn tạo một số hợp chất với NH3, như VI2·6NH3 là tinh thể màu vàng.